# صالح قشلاقی
صالح قشلاقی یک روستا در ایران است که در دهستان گرده واقع شده‌است. صالح قشلاقی ۳۹ نفر جمعیت دارد.